# Hadarei Ron
Hadarei Ron (hebr. ‏הדרי-רון‎) – chór z miasta Rechowot w Izraelu.
Chór został założony w 1987 roku przy Miejskim Departamencie Kultury w Rechowot. Obecnie liczy około 40 osób, a dyrygentem jest Avi Faintoch. Chór wykonuje bardzo zróżnicowany repertuar od pieśni biblijnych aż po tradycyjne folkowe melodie izraelskie.
W 1990 roku członkowie chóru odbyli swoją pierwszą podróż za granicę – do Włoch. Koncertowali także we Francji, Czechach, Stanach Zjednoczonych oraz na Węgrzech i Słowacji. W marcu 2009 roku chór po raz pierwszy dał koncert w miastach Polski: Krakowie i Warszawie.